# Aripuanã
Aripuanã este un oraș în statul Mato Grosso (MT), Brazilia. 